# Актинії

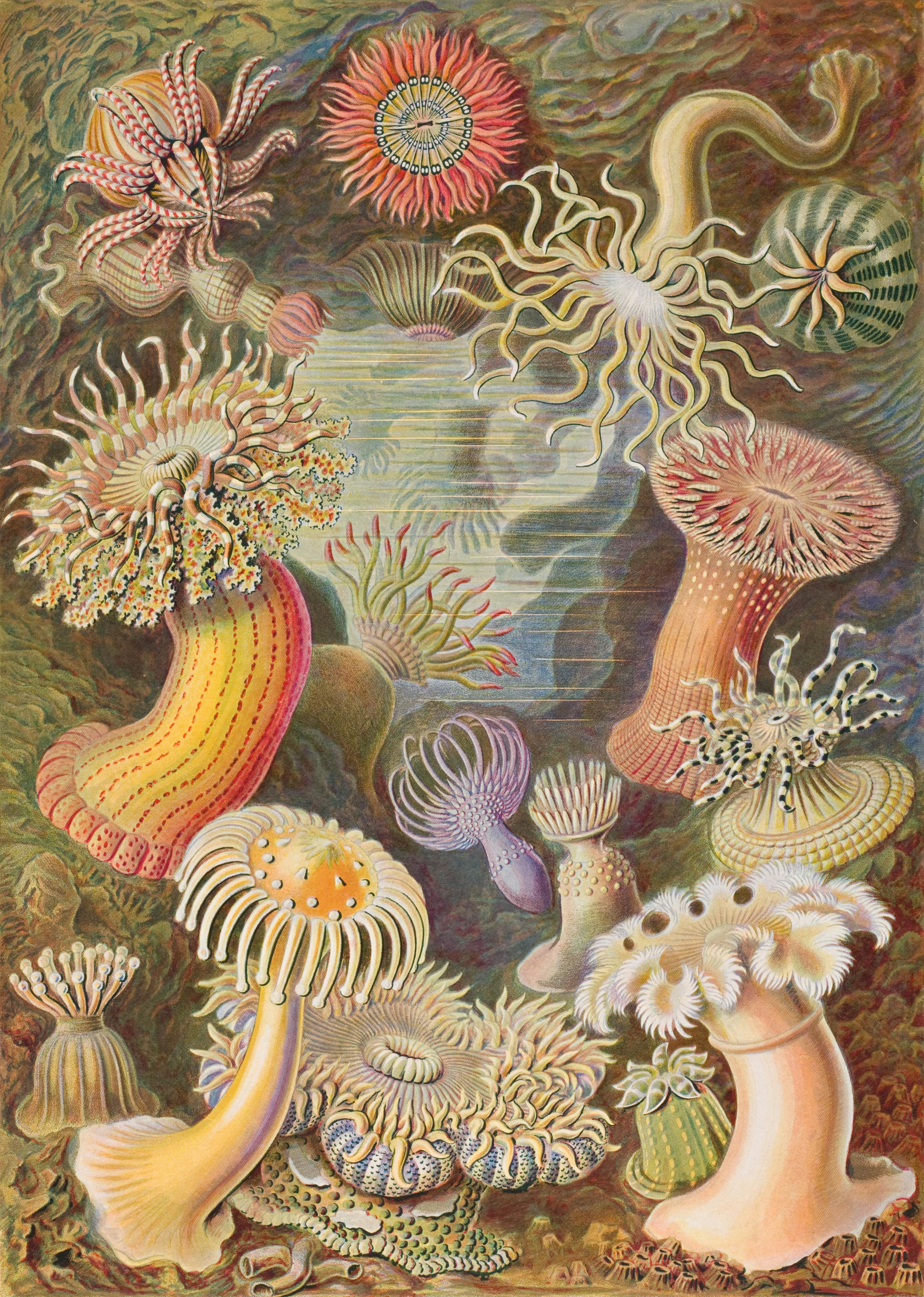
Зображення актиній з атласу Ернста Геккеля Kunstformen der Natur 1904 року

Акти́нії, морські анемони, цвітанівці, морські троянди (лат. Actiniaria) — ряд морських тварин типу кишковопорожнинних. Анемони — зазвичай поодинокі, рідше колоніальні тварини циліндричної форми, розміром від кількох міліметрів до 1 метра в поперечнику.
Їхні щупальця-пелюстки забарвлені у різні кольори.Тварина може мати тіло бурякового кольору й бузкові щупальці, зелено-червоне тіло і рожеві щупальця, зустрічаються фіолетові, червоні,золотисті морські троянди,на великій глибині актинії сніжно-білого кольору.
Ротовий отвір оточений віночком щупальців з жалкими капсулами, за допомогою яких анемони вбивають дрібних тварин. Ведуть сидячий спосіб життя, але за допомогою підошви можуть пересуватися. Деякі анемони живуть у симбіозі з раками-самітниками. Більшість видів поширені в морях тропічних і субтропічних широт, Баренцовому і далекосхідних морях; в Україні зустрічається в Чорному морі.
Актинії населяють майже усі моря земної кулі, та більш за все теплі води. Вчені налічують їх понад 1000 видів, і всі вони різні за формою, кольором та розмірами. Анемони рідко живуть колоніями. Ці тварини більшість часу ведуть нерухомий спосіб життя, хоча деякі з них можуть за допомогою мускульної підошви самостійно пересуватися по морському дну, але роблять це дуже повільно, а дрібні актинії спроможні плавати, ритмічно закидаючи щупальці назад.

## Класифікація
- Ряд Actiniaria
  - Підряд Endocoelantheae Carlgren, 1925
    - Родина Actinernidae Stephenson, 1922
    - Родина Halcuriidae Carlgren, 1918

  - Підряд Nyantheae Carlgren, 1899
    - Інфраряд Athenaria Carlgren, 1899
      - Родина Andresiidae Stephenson, 1922
      - Родина Andwakiidae Danielssen, 1890
      - Родина Edwardsiidae Andres, 1881
      - Родина Galatheanthemidae Carlgren, 1956
      - Родина Halcampidae Andres, 1883
      - Родина Halcampoididae Appellöf, 1896
      - Родина Haliactiidae Carlgren, 1949
      - Родина Haloclavidae Verrill, 1899
      - Родина Ilyanthidae
      - Родина Limnactiniidae Carlgren, 1921
      - Родина Octineonidae Fowler, 1894

    - Інфраряд Boloceroidaria Carlgren, 1924
      - Родина Boloceroididae Carlgren, 1924
      - Родина Nevadneidae Carlgren, 1925

    - Інфраряд Thenaria Carlgren, 1899
      - Родина Acontiophoridae Carlgren, 1938
      - Родина Actiniidae Rafinesque, 1815
      - Родина Actinodendronidae Haddon, 1898
      - Родина Actinoscyphiidae Stephenson, 1920
      - Родина Actinostolidae Carlgren, 1932
      - Родина Aiptasiidae Carlgren, 1924
      - Родина Aiptasiomorphidae Carlgren, 1949
      - Родина Aliciidae Duerden, 1895
      - Родина Aurelianidae Andres, 1883
      - Родина Bathyphelliidae Carlgren, 1932
      - Родина Condylanthidae Stephenson, 1922
      - Родина Diadumenidae Stephenson, 1920
      - Родина Discosomidae
      - Родина Exocoelactiidae Carlgren, 1925
      - Родина Haliplanellidae Hand, 1956
      - Родина Hormathiidae Carlgren, 1932
      - Родина Iosactiidae Riemann-Zürneck, 1997
      - Родина Isanthidae Carlgren, 1938
      - Родина Isophelliidae Stephenson, 1935
      - Родина Liponematidae Hertwig, 1882
      - Родина Metridiidae Carlgren, 1893
      - Родина Minyadidae Milne-Edwards, 1857
      - Родина Nemanthidae Carlgren, 1940
      - Родина Paractidae
      - Родина Phymanthidae Andres, 1883
      - Родина Sagartiidae Gosse, 1858
      - Родина Sagartiomorphidae Carlgren, 1934
      - Родина Stichodactylidae Andres, 1883
      - Родина Thalassianthidae Milne-Edwards, 1857

  - Підряд Protantheae Carlgren, 1891
    - Родина Gonactiniidae Carlgren, 1893

  - Підряд Ptychodacteae Stephenson, 1922
    - Родина Preactiidae England in England et Robson, 1984
    - Родина Ptychodactiidae Appellöf, 1893